# Sorafenib
Il sorafenib (BAY 43-9006) è un farmaco approvato per il trattamento del tumore del rene e del tumore del fegato (carcinoma epatocellulare) in fase avanzata.
Esso è co-prodotto e co-distribuito dalla Bayer e dalla Onyx Pharmaceuticals con il nome di Nexavar.

## Farmacologia
Il sorafenib è una piccola molecola capace di fungere da inibitore di molti recettori con attività chinasica (VEGFR e PDGFR) e delle Raf chinasi (con maggiore avidità di C-Raf e B-Raf)
Queste chinasi sono sovra espresse in molti dei pathway molecolari coinvolti nella trasformazione delle cellule normali in cellule tumorali. Questi pathway includono Raf chinasi, PDGF (fattore di crescita derivato dalle piastrine), VEGF e c-Kit il recettore per il fattore di staminalità cellulare.
Il sorafenib è in grado di bersagliare ed inibire il pathway Raf/Mek/Erk (o pathway delle MAP chinasi).
Il sorafenib inibisce alcune chinasi intracellulari in serina/treonina (ad esempio C-Raf, B-Raf sia wild type che mutato, eccetera).

## Approvazioni

### Tumore del rene
Il sorafenib è stato approvato negli Stati Uniti dalla FDA (Food and Drug Administration) (FDA) nel Dicembre del 2005, ed ha ricevuto l'autorizzazione al commercio in Europa nel Luglio del 2006, per l'uso nel trattamento del carcinoma renale in stadio avanzato.

### Tumore del fegato
La commissione Europea ha garantito l'autorizzazione al commercio del farmaco per il trattamento di pazienti affetti da carcinoma epatocellulare, la forma più comune di tumore del fegato, nell'Ottobre del 2007, e l'approvazione della FDA per questo utilizzo è avvenuta nel Novembre del 2007, per il trattamento del HCC inoperabile chirurgicamente.
Nel Novembre 2009, il Regno Unito (l'ente responsabile è il NICE) ha rifiutato di includere l'uso del farmaco nel proprio sistema sanitario nazionale in Inghilterra, Galles ed Irlanda del Nord a causa del fatto che la sua efficacia (il farmaco aumenta l'aspettativa di vita dei pazienti affetti dalla forma avanzata del tumore epatico di circa 3 mesi) non giustifica il prezzo elevato, che arriva a circa 3000 sterline per paziente al mese. In Scozia il farmaco non ha ricevuto l'approvazione dal consorzio della medicina scozzese per l'uso all'interno del sistema sanitario scozzese per la stessa ragione.
Nel Marzo del 2012, l'ufficio Indiano ha garantito ad una compagnia domestica, la Natco Pharma, una licenza per produrre un Sorafenib generico, abbassandone il prezzo del 97%. La Natco Pharma pagherà ancora un 6% alla Bayer. In base al Indian Patents Act, 2005 ed agli accordi dell'organizzazione mondiale del commercio (TRIPS), il governo può concedere una licenze compulsoria quando un farmaco non è disponibile ad un prezzo affrontabile.

## Studi clinici

### Tumore del rene
In un articolo del The New England Journal of Medicine, pubblicato nel Gennaio del 2007, si è mostrato che il trattamento farmacologico, rispetto al placebo, prolungava la sopravvivenza di pazienti affetti da cancro renale a cellule chiare in stadio avanzato. La sopravvivenza globale mediana dei pazienti è stata di 5.5 mesi nel gruppo trattato con il sorafenib e di 2.8 mesi per il gruppo trattato con il placebo
In uno studio i pazienti con carcinoma del rene stadio IV erano stati trattati con neurochirurgia, radioterapia e Sorafenib.

### Tumore del fegato
I risultati dello studio SHARP hanno mostrato l'efficacia del sorafenib nel carcinoma epatocellulare. Si è osservato che la sopravvivenza mediana dei pazienti affetti dalla malattia aumentava del 44% nei gruppi trattati con il farmaco rispetto a quelli trattati con il placebo. Sia la sopravvivenza media che il periodo di progressione mostravano un incremento di 3 mesi. Non vi era una differenza nelle misurazioni della qualità della vita, probabilmente a causa della tossicità del sorafenib e dei sintomi legati alla progressione della malattia epatica. È importante tenere conto che questo studio ha incluso solamente pazienti con cirrosi di classe A secondo la scala Child-Pugh (la più tenue). A causa di questo studio il sorafenib ha ottenuto l'approvazione della FDA per il trattamento del carcinoma epatocellulare in fase avanzata.
In uno studio randomizzato di fase 2, in doppio cieco, combinante il sorafenib con la doxorubicina, il tempo di progressione media non era significativamente aumentato in comparazione con la doxorubicina da sola in pazienti affetti da carcinoma epatocellulare in fase avanzata. La durata media della sopravvivenza totale era significativamente più lunga nei pazienti che ricevevano sorafenib e doxorubicina insieme rispetto a quelli che ricevevano solo doxorubicina.
Uno studio di fase 2 prospettico che ha incluso pazienti con carcinoma epatocellulare non trattabile chirurgicamente ha concluso che la combinazione di sorafenib e DEB-TACE può essere impiegata in pazienti con epatocarcinoma non resecabile

### Cancro della tiroide
Vi è uno studio farmacologico di fase 3 (Novembre, 2009) per l'uso del sorafenib nel cancro alla tiroide non responsivo ad altri trattamenti.

### Tumore del polmone
In alcuni tipi di tumore al polmone (carcinoma a cellule squamose), l'assunzione di sorafenib in contemporanea a paclitaxel e carboplatino potrebbe essere dannosa per i pazienti.

### Glioblastoma ricorrente
Vi è uno studio clinico in fase I/II alla clinica Mayo sull'utilizzo del sorafenib e del CCI-779 (temsirolimus) per il glioblastoma ricorrente.

## Effetti collaterali
Gli effetti collaterali del sorafenib comuni includono: rash cutaneo, sindrome mano-piede, diarrea ed ipertensione. 
È stato riportato un caso di colore giallo diffuso della pelle. Il sorafenib è stato anche implicato nello sviluppo della sindrome di leucoencefalopatia posteriore e nella eritrocitosi reversibile.